# Juridiction civile
Une juridiction civile ou un tribunal civil est une instance chargée de trancher des litiges dans les affaires civiles (par opposition aux affaires pénales, administratives, etc.)
Selon les pays, le tribunal civil peut être un tribunal autonome n'ayant compétence que dans les affaires civiles ou le même tribunal responsable d'entendre d'autres affaires que celles civiles.
La juridiction civile peut s'opposer, selon les pays, aux juridictions pénales, aux juridictions administratives aux juridictions d'exception, etc.

## Canada
De manière générale au Canada, il n'existe pas de tribunal civil autonome. La plupart des tribunaux peuvent entendre directement des affaires civiles, comme des affaires pénales ou administratives.

## France
En France, la juridiction civile traite des litiges relevant notamment des articles 1134 et 1382 du code civil, soit de la responsabilité contractuelle et de la responsabilité extracontractuelle. On trouve parmi les juridictions civiles le tribunal judiciaire mais aussi quelques juridictions plus spécialisées telles que le conseil des prud'hommes, le tribunal paritaire des baux ruraux et le tribunal de commerce.